# Филипович, Тияна
Тияна Филипович (серб. Тијана Филиповић, 25 мая 1999) — сербская футболистка, полузащитница московского Спартака и сборной Сербии.

## Карьера
Выступала за женский футбольный клуб «Спартак» (Суботица), с которым участвовала в женской Суперлиге Сербии. За 5 сезонов до ухода из клуба во внутренних турнирах забила 167 голов, стала лучшим бомбардиром каждого из розыгрышей чемпионата, выиграла больше 10 внутренних трофеев, а также 16 раз выступала в квалификациях к женской Лиге чемпионов.
В июле 2024 года перешла в московский «Спартак». 8 ноября 2024 года в матче против московского «Динамо» забила 4 мяча, оформив первый «покер» в российской Суперлиге с сезона 2021 года. Всего за 13 матчей, проведённых за «Спартак» в Чемпионате и Кубке во второй половине сезона 2024 забила 10 мячей и стала бронзовым призёром Чемпионата России 2024 и лучшим бомбардиром «Спартака» в Чемпионате вместе с Натальей Машиной.
Дебютировала за женскую сборную Сербии (U-17) в 2014 году. За основную сборную Сербии Филипович выступала во время квалификационного цикла Чемпионата мира по футболу среди женщин 2019 года.

## Достижения
«Спартак» (Суботица)
- Чемпионка Сербии (8): 2015/2016, 2016/2017, 2017/2018, 2018/2019, 2019/2020, 2020/2021, 2021/2022, 2022/2023
- Вице-Чемпионка Сербии (1): 2023/2024

«Спартак» (Москва)
- Бронзовый призёр Чемпионата России (1): 2024